# Prigioniero del silenzio
Prigioniero del silenzio (No Man Friday o anche First on Mars ) è un romanzo di fantascienza del 1956 dello scrittore inglese Rex Gordon. 

## Trama
Gordon Holter lavora a Woomera, centro di ricerche e viaggi spaziali; all'interno del centro gli scienziati progettano di nascosto una spedizione su Marte. Un tragico incidente lascia però Holter come unico sopravvissuto e dovrà adattarsi all'ambiente con i pochi mezzi a sua disposizione.
Riesce a sopravvivere e infine a comunicare con gli esseri intelligenti del pianeta e, quindici anni dopo, all'arrivo di una spedizione ufficiale terrestre, dovrà fare da tramite fra umani e marziani e decidere se partire o rimanere su Marte.

## Edizioni
La copertina dell'edizione Urania è di Curt Caesar e quella dei Classici Urania di Karel Thole. 
- Rex Gordon, No Man Friday, Londra, Heinemann, 1956.
- Rex Gordon, First on Mars, Ace Books # D-233, 1957.
- Rex Gordon, Prigioniero del silenzio, traduzione di Beata della Frattina, Urania n° 168, Arnoldo Mondadori Editore, 1958,  p. 112.
- Rex Gordon, Prigioniero del silenzio, traduzione di Beata della Frattina, Classici Urania n° 27, Arnoldo Mondadori Editore, 1979,  p. 175.